# Dessinateur de presse
 (octobre 2009).
Si vous disposez d'ouvrages ou d'articles de référence ou si vous connaissez des sites web de qualité traitant du thème abordé ici, merci de compléter l'article en donnant les références utiles à sa vérifiabilité et en les liant à la section « Notes et références ».
Un dessinateur de presse, ou un caricaturiste est un artiste qui crée des dessins humoristiques, des caricatures, pour un ou plusieurs périodiques.
Ses dessins, en plus d'humoristiques, sont souvent satiriques, invitant à la réflexion ou à la critique politique ou sociale. Ses dessins ne sont pas des bandes dessinées à proprement parler, sauf dans les cas où ils consistent en une série de quelques cases, formant ce que dans leur jargon on appelle une comic strip.
Très souvent ses dessins ne consistent qu'en une seule case, formant un « dessin unique » (en français) ou cartoon dans les pays anglophones, pays où cartoonist est le terme souvent utilisé pour parler d'un dessinateur de presse. Mais dans le monde anglophone, cartoonist désigne le dessinateur de dessins animés, car cartoon en anglais peut avoir autant le sens de dessin humoristique destiné à la presse que celui de dessin animé.
En France, on applique plus volontiers le néologisme (et anglicisme francisé) cartooniste aux auteurs de « dessin unique », pour les différencier des auteurs de bande dessinée — lesquels, du reste, bénéficient de moins en moins de publications dans la presse.

## Types de dessin
Dans le milieu professionnel, on dit parfois cartoon pour « dessin unique », et cartoonist pour l'auteur. Mais, dans l'esprit du lecteur, le mot cartoon renvoie plutôt au dessin animé (même si, en anglais, cartoon signifie aussi bien « dessin de presse » que « dessin animé »). Le dessinateur de presse peut également réaliser dans les journaux de courtes histoires en trois cases appelées strip (bande). Le cartoon est un peu à la bande dessinée ce que la photo est au cinéma. L'art de raconter une histoire en un seul dessin rapide et efficace.
Dans le dessin unique on peut relever trois catégories : 
1. le dessin sans texte (compréhensible par un plus large public)
2. le dessin accompagné d'un texte, présentant le dessin dans un certain contexte
3. le dessin caricatural ou satirique, dans lequel les personnages sont identifiables

## Champ d'activité
Le dessinateur de bande dessinée dont l'œuvre est publiée ou prépubliée dans un périodique est un dessinateur de presse.
Dans les auteurs de « dessin unique », on peut distinguer deux types :
- L’humoriste déconnecté de l’actualité (Jean Bellus, Lavergne, Hervé) qui alimente les journaux populaires à partir des stéréotypes sociaux de son époque, le dessin étant accompagné d'un dialogue imprimé au-dessous ; ou celui qui tend vers une recherche de l'humour plus « absurde » et souvent plus « graphique » (Bosc, Chaval, Mose…), le dessin étant alors souvent « sans paroles ». Ce type de dessinateur, bien qu'existant toujours, a progressivement perdu de son importance par le fait de l'éclatement des médias.
- Le commentateur de l’actualité (Plantu, Chappatte, Lap, Charb, etc.) qui a recours à l’humour et à la caricature de personnalités pour assurer un rôle d'éditorialiste. Certains journaux, revendiquant la satire sont (presque) exclusivement illustrés par des dessins de presse (Le Canard enchaîné, Charlie Hebdo, Siné Mensuel, le Ravi…).

Mais le champ des activités est plus large : les dessinateurs de presse peuvent être « politiques, d’actualité, humoristes, caricaturistes, portraitistes-charge des théâtres et cabarets, du music-hall et de la télévision, du cinéma, du sport et événements mondains, reporters sur les terres lointaines, croquistes de mœurs, croquistes d’audience, etc. ».

## Statut: de l'artiste au journaliste
Quelques dessinateurs vont d'une de ces activités à l’autre (Faizant), certains même se livrant en parallèle à la bande dessinée (Cabu) ou occasionnellement à l'illustration publicitaire. Ce qui ne change rien au système de rémunération : le dessinateur publié dans la presse est un journaliste. Payé le plus souvent « à la pige » (au dessin, en l’occurrence), il a droit au statut de salarié. Comme tous les journalistes il peut, sous certaines conditions de ressources, prétendre à la carte de journaliste, bénéficiant alors des avantages sociaux liés à la détention de celle-ci. Le dessinateur appartient ainsi à deux sociétés culturelles à la fois, celle des artistes et des journalistes qui l'ont souvent considéré avec condescendance, ce qui ne facilite pas la reconnaissance de son statut et complexifie l’interprétation qui est faite de ses productions selon Pascal Ory. « Artiste de second rang aux yeux des tenants d une conception encore hiérarchique des « beaux-arts », prompts à mettre le dessin en dessous de toutes les autres formes d art plastique, et plus encore le dessin de presse, qui souffrait à leurs yeux d une double infirmité : d être dupliqué et d être instrumentalisé, d'emblée mis au service d un effet immédiat (situable entre rire et sourire) et, généralement, d un effet induit (défense et — c'est le cas de le dire — illustration de certaines valeurs). Ajoutons-y le choix figuratif du graphisme communément adopté : même par rapport à la bande dessinée, désormais émancipée des contraintes formelles de ses origines, le dessin pouvait paraître un conservatoire de la vieille représentation. Au reste, c est peut-être justement cette dernière caractéristique qui garantissait sa large audience : autre motif de dédain… Le dessinateur de presse avait tout autant à se faire reconnaître du côté de la société des journalistes. La noblesse du stylo et du micro pouvait en effet hésiter à admettre en son sein les teneurs de crayon. Le 7 janvier a changé tout ça. Peut-être à jamais, en tout cas pour longtemps. L'Histoire « avec sa grande hache » dont nous a parlé Perec scelle de la manière la plus radicale cette double identité ».
Certains dessinateurs optent pour le statut de travailleur indépendant (c’est-à-dire paient eux-mêmes l’intégralité de leurs cotisations sociales), lorsqu’ils travaillent également en dehors de la presse : pour une agence de publicité, par exemple. Ils facturent alors leur travail.
Par ailleurs, ils touchent des droits d'auteur sur la vente des livres qu'ils peuvent éventuellement publier; souvent des recueils de leurs meilleurs dessins de l'année.

## Formation
Il n'y a pas de cursus d'études spécifique pour être dessinateur de presse. Ce métier demande : 
- une aptitude au dessin, qui s'apprend soit par un cursus artistique, soit en autodidacte ;
- une grande réactivité et rapidité d'exécution, pour travailler dans l'actualité immédiate, notamment dans la presse quotidienne. Certains dessinateurs mettent à profit cette rapidité pour travailler en direct dans des émissions de télévision ou pour animer congrès, colloques et séminaires ;
- la capacité, comme chez le journaliste, à recueillir des informations, les synthétiser et les mettre à la portée du public.

## Travail
- Le dessinateur de presse doit être le plus incisif possible. Tout passe par son crayon (ou parfois de nos jours sa tablette graphique) : conflits, politiciens, justice, problèmes dans une société, citoyens. Le dessinateur de presse caricature, rend ridicule, il montre le comique ou l'absurde des événements. Il rend drôle ce qui ne l'est pas forcément. Il dédramatise les choses. Il analyse, critique toute la société[2]. Ses dessins éveillent le sens critique des lecteurs.

- Le salaire dépend du journal pour lequel le dessinateur travaille. Il peut être payé au mois ou au nombre de dessins[2].

- Le métier de dessinateur de presse, bien que lié au journalisme, reste une profession artistique[2].